# ヴィテッロ・トンナート

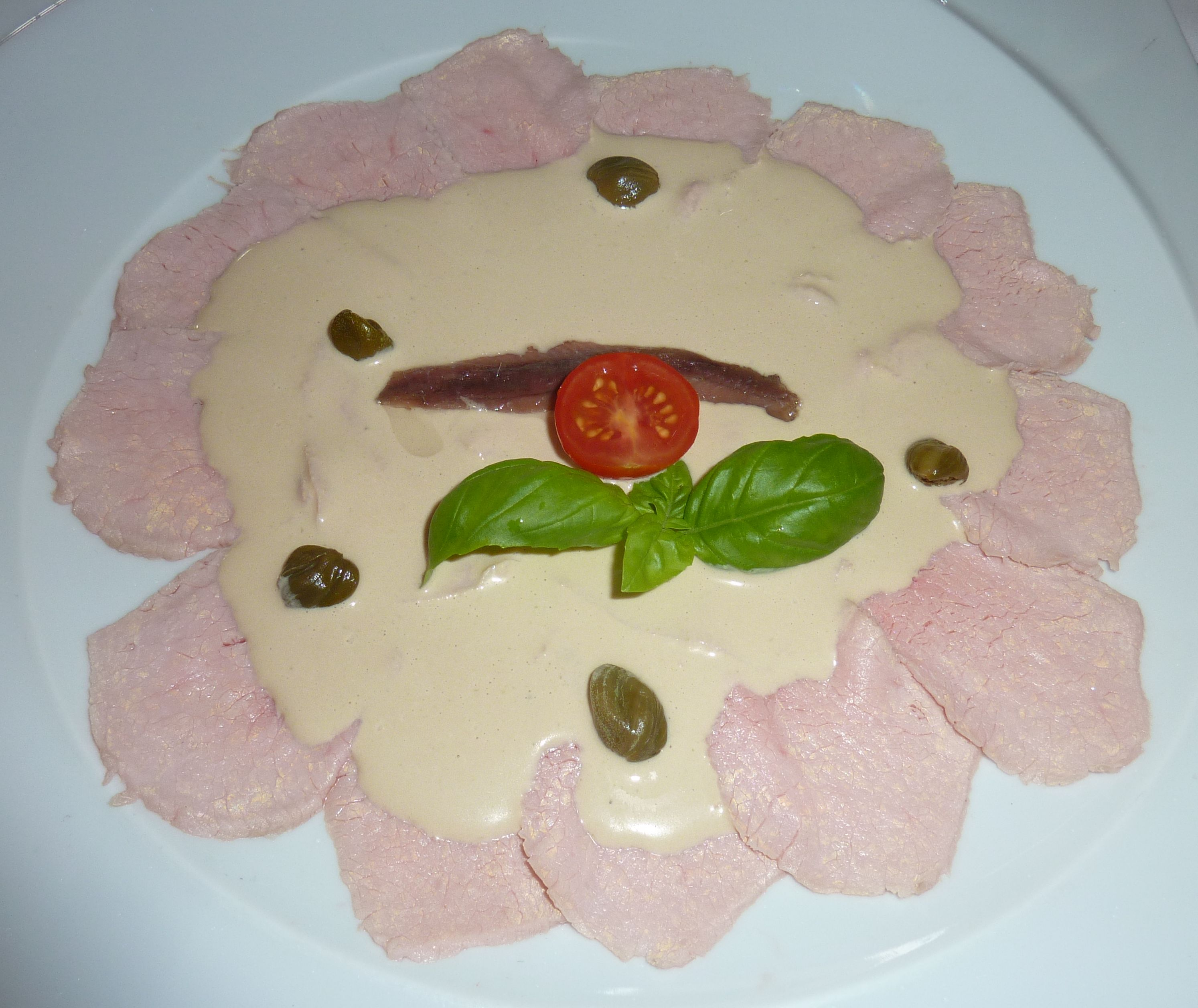
ヴィテッロ・トンナートの例

ヴィテッロ・トンナート（イタリア語: vitello tonnato）はイタリア・ピエモンテ州の郷土料理。「仔牛肉のツナソース」である。

## 概要
茹でるかローストした仔牛肉に、ツナとアンチョビから作ったソース（トンナート・ソース）を合わせた料理である。
夏の定番料理であり、家庭料理としてもオステリアのメニューとしても人気が高い。
一般的には肉料理と魚料理の区別は顕著であり、肉と魚を両方用いる伝統料理は稀である。ヴィテッロ・トンナートは例外的な料理の1つである。また、イタリアでは肉類を茹でることも珍しく、こちらの意味でも例外的な料理である。肉を茹でるのは、ピエモンテ州とロンバルディア州境界付近の伝統的な料理法であり、本料理もこの地域に端を発する。
トンナート・ソースはマヨネーズを加えて作るタイプと、マヨネーズは使用せずに作るタイプとがあり、それぞれにこだわりや好みがある。またマヨネーズを用いるのはフランスの影響であり、この地方が地理的、歴史的にフランスと関りが深いことに理由がある。

## 歴史
アンチョビは肉料理や肉のソースのフレーバーとして古くから使われてきた。一例として、1776年に出版された『Piedmontese Cook』という料理本には、ケッパー、アンチョビ、鶏レバー、パセリ、ニンジンで作ったソースを用いた「ドイツ風仔牛のブリスケット」、アンチョビ、キュウリ、ラードのスライスで包んだ「仔牛のリヨネーズ」といったアンチョビを用いた肉料理が載っている。
またこの時代、ツナはあまり美味ではない魚と見なされていたと共に、新鮮なツナは消化に悪いとも考えられていたため、ほとんどが油漬けや酢漬けとして販売されていた。 『L'Apicio Moderno』（1790年、フランチェスコ・レオナルディ）では、ツナを調理する前に数時間塩漬けにすることを勧めていると同時にそうやって下準備したツナが仔牛肉に似ていることを指摘している。
1836年に出版された『Dictionnaire de cooking et d'économie ménagère』（M. Burnet）には「仔牛肉にマグロのマリネの外観と味を与える方法（Manière de donner au veau l'apparence et le goût du thon mariné）」という章題もある。19世紀半ばの料理本にはこういった仔牛肉にマグロの味と外観を与えたフランス料理のレシピが散見されるようになる。
ここまで、ツナそのものは料理に使われていないのだが、ツナを最初に用いたのは料理人ではなく、ミラノ出身の医者アンジェロ・ドゥビーニが1862年に出版した料理本『消化管の適切な管理に関するいくつかの規則を備えた、いくつかの珍しく、シンプルで、安価で消化しやすい料理（イタリア語: La cucina degli stomachi deboli: ossia pochi piatti non comuni, semplici, economici e di facile digestione con alcune norme relative al buon governo delle vie digerenti）』においてである。仔牛肉を油漬けや塩漬けにせず、冷やしただけのものに、ツナのミンチとアンチョビを用いたソースを使用したレシピを掲載している。
これにはニコラ・アペールによる瓶詰による食品保存方法の発明とその普及の影響も大きく、ツナの油漬けは瓶詰、缶詰によって手軽に入手、利用できるようになったのである。
ツナを用いたドゥビーニのレシピは他の料理本著者にも取り上げられ、19世紀末から20世紀の料理本で広まった。
1950年発行の雑誌『シルバー・スプーン』にはヴィテッロ・トンナートのレシピが2つ掲載されており、1つはマヨネーズを用いたトンナートソースとなっている。